# Боден (Шведска)
Боден (швед. Boden, лап. Suttes, фин. Puuti) град је у Шведској, у северном делу државе. Град је у оквиру Северноботнијског округа, где је једно од најважнијих и највећих насеља. Боден је истовремено и седиште истоимене општине.

## Природни услови
Град Боден се налази у северном делу Шведске и североисточном делу Скандинавског полуострва. Од главног града државе, Стокхолма, град је удаљен 930 километара.
Рељеф: Боден се развио у области Северна Ботнија. Подручје око града је равничарско и мочварно. надморска висина града се креће 10-20 м.
Клима у Питеу влада оштрији облик континенталне климе.
Воде: Питео се развио на реци Луле, 10-ак км узводно од њеног ушћа у Ботнијски залив Балтичког мора. У градском окружењу смештено је мноштво малих ледничких језера.

## Историја
Подручје на месту Бодена насељено је у праисторије Лапонцима. Међутим, данашњи град је млад. Он је настао 1894. године, када је на датом месту изграђено важно железничко чвориште. Насеље је добило градска права 1919. године.
После Другог светског рата Боден се нагло развио. Ово благостање траје и дан-данас.

## Становништво
Боден је данас град средње величине за шведске услове. Град има око 18.000 становника (податак из 2010. г.), а градско подручје, тј. истоимена општина има око 28.000 становника (податак из 2010. г.). Последњих деценија број становника у граду опада.
До средине 20. века Боден су насељавали искључиво етнички Швеђани. Међутим, са јачањем усељавања у Шведску, становништво града је постало шароликије, али опет мање него у случају других већих градова у држави.

## Привреда
Данас је Боден савремени град са посебно развијеном индустријом. Међутим, највећи послодавац у граду је шведска војска. Последње две деценије посебно се развијају трговина, услуге и туризам.

## Збирка слика
- Стара слика средишта Бодена
- Остаци Боденске тврђаве
- Главна градска црква
- Градска спортска дворана